# Калуський завод будівельних машин
Калуський завод будівельних машин (КЗБМ) — промислове підприємство, яке спеціалізується на виготовленні спеціальних вантажопідіймальних кранів та їх монтажу.

## Історія
Одночасно з виготовленням спеціальної вантажопідіймальної техніки підприємство вперше в Україні, разом з інститутом "Гіпроцивільпромбуд", впровадило у виробництво модульну опалубку, яка знаходить широке застосування при монолітному каркасному будівництві. Вона використовується в будівельних організаціях міст Києва, Запоріжжя, Харкова, Одеси, Івано-Франківська та в інших областях України.
Підприємство продовжує виготовляти складні металоконструкції, будівельні риштування, металоформи, які використовуються на будівельних майданчиках та на заводах залізобетонних виробів України.
Роботи щодо впровадження виробництва кузовів трамваїв розпочалися в 2010 році.
В жовтні 2017 року завод опанував виробництво кузовів трамвайних вагонів із частково-низьким рівнем підлоги. За основу взято конструкцію чеського трамвайного вагона “Vario LF”. Трамваї, побудовані на базі кузовів, виготовлених у Калуші уже курсують вулицями Києва, Одеси, Вінниці.

## Структура
- конструкторсько-технологічне бюро,
- власна виробнича база,
- підрозділи, що надають послуги монтажу та сервісу
- та інші підрозділи, що забезпечують ефективне функціонування підприємства.

## Продукція
- Мостовий кран
- Козловий кран
- Опалубочна система
- Металоконструкції
- Електричні лебідки
- Підйомник
- Євроконтейнер
- Вироби за індивідуальним замовленням

## Експорт
Продукція підприємства поставлялася до країн Європейського союзу